# Ratpenat orellut de Gould
El ratpenat orellut de Gould (Nyctophilus gouldi) és una espècie de ratpenat de la família dels vespertiliònids. Viu a Austràlia (Nova Gal·les del Sud, Territori del Nord, Queensland, Victòria i Austràlia Occidental) i Indonèsia (Irian Jaya). El seu hàbitat natural són els boscos esclerofil·les. No hi ha cap amenaça significativa per a la supervivència d'aquesta espècie, excepte la pèrdua d'hàbitat.